# Heinkel HE 2
Heinkel He 2, phiên bản do Thụy Điển sản xuất có tên Svenska S 3 và biệt danh là "Hansa", là một loại thủy phi cơ trinh sát, chế tạo số lượng nhỏ trang bị cho Hải quân Thụy Điển trong thập niên 1920.

## Tính năng kỹ chiến thuật
Đặc điểm tổng quát
- Kíp lái: 2
- Chiều dài: 12.66 m (41 ft 6 in)
- Sải cánh: 17.48 m (57 ft 4 in)
- Chiều cao: 3.90 m (12 ft 10 in)
- Diện tích cánh: 53.6 m2 (577 ft2)
- Trọng lượng rỗng: 1.863 kg (4.107 lb)
- Trọng lượng có tải: 2.475 kg (5.456 lb)
- Powerplant: 1 × Rolls-Royce Eagle IX, 270 kW (360 hp)

Hiệu suất bay
- Vận tốc cực đại: 183 km/h (114 mph)
- Trần bay: 4.000 m (13.123 ft)
- Vận tốc lên cao: 3,3 m/s (650 ft/phút)

Vũ khí trang bị
- 1 × súng máy Madsen m/22 7,92 mm (.312 in)